# Агроцибе ранній
Агроцибе ранній (Agrocybe praecox) — гриб родини строфарієві (Strophariaceae).

## Будова
Шапковий гриб агроцибе ранній має досить мінливу шапку: вона може бути коричневою, охряно–сірою, охряно–коричневою. Молоді грибочки мають білу шапку, в центрі вона жовтувата. У дорослих грибів діаметр шапки досягає — 8 см, здається вона тонкою, м'ясистою, форма в одної частини плодових тіл — випукло розпростерта, в другої — плоско розпростерта, з оригінальним у центрі горбиком. Перевернувши шапку низом до верху, видно у молодих грибів білі пластинки, у зрілих коричневі. У агроцибе раннього ніжка циліндрична, завдовжки до 8 см, завширшки 0,7 см, у верхній частині біла, до основи коричнева. Має вузьке біле кільце.

## Поширення та середовище існування
Шапковий гриб який зрідка зустрічається вздовж доріг, на галявинах, в кварталах молодих насаджень, на дещо розріджених ділянках у листяних — грабово–дубових лісах, або грудах, дубових лісах з дуба червоного і дуба високостовбурного, грабово–дубових лісах з дуба скельного. Трапляється агроцибе ранній у дубових лісах з дуба звичайного, букових лісах з бука та явора, дубових лісах з дуба скельного, чорновільхових лісах з вільхи
чорної, грабових лісах з граба звичайного та ільмових, ясенових лісах з ясена звичайного і клена, березових лісах з берези бородавчастої. Плодові тіла агроцибе раннього зрідка можна збирати у травні–червні.

## Практичне використання
Агроцибе ранній — маловідомий шапковий їстівний гриб, який досвідчені грибники–гурмани вживають у їжу в свіжому вигляді. Цей гриб ознак подібних до отруйних грибів немає.

## Систематика
Вид раніше належав до роду лускатка або фоліота (Pholiota). У «Визначнику грибів України» описаний під назвами лускатка рання або фоліота рання (Pholiota praecox).